# Ruda (Vysočina)
Ruda é uma comuna checa localizada na região de Vysočina, distrito de Žďár nad Sázavou.